# アンジェラ・マリーア・カテリーナ・デステ

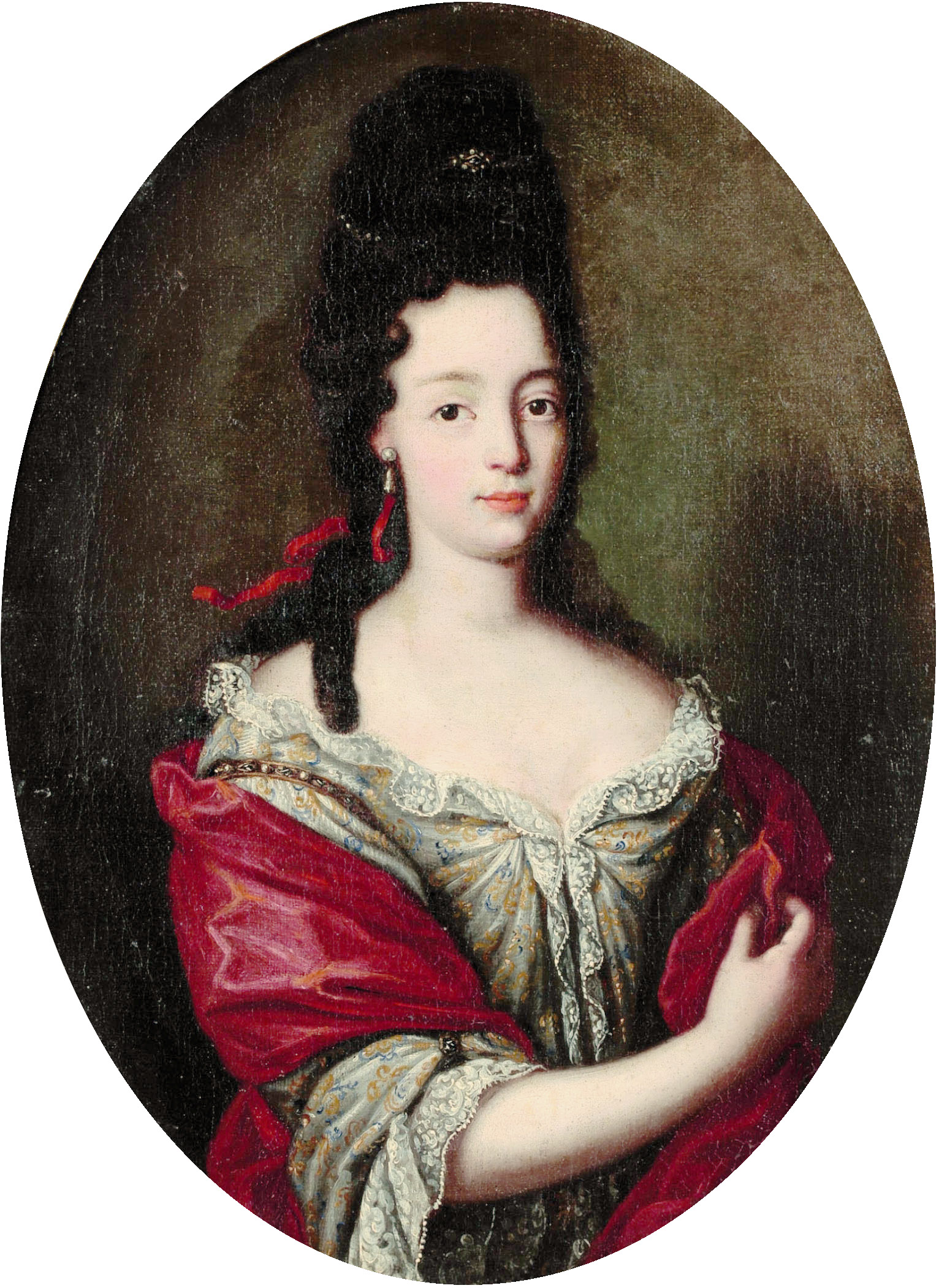
カテリーナ・デステ、リゴーの追随者による、1690年頃

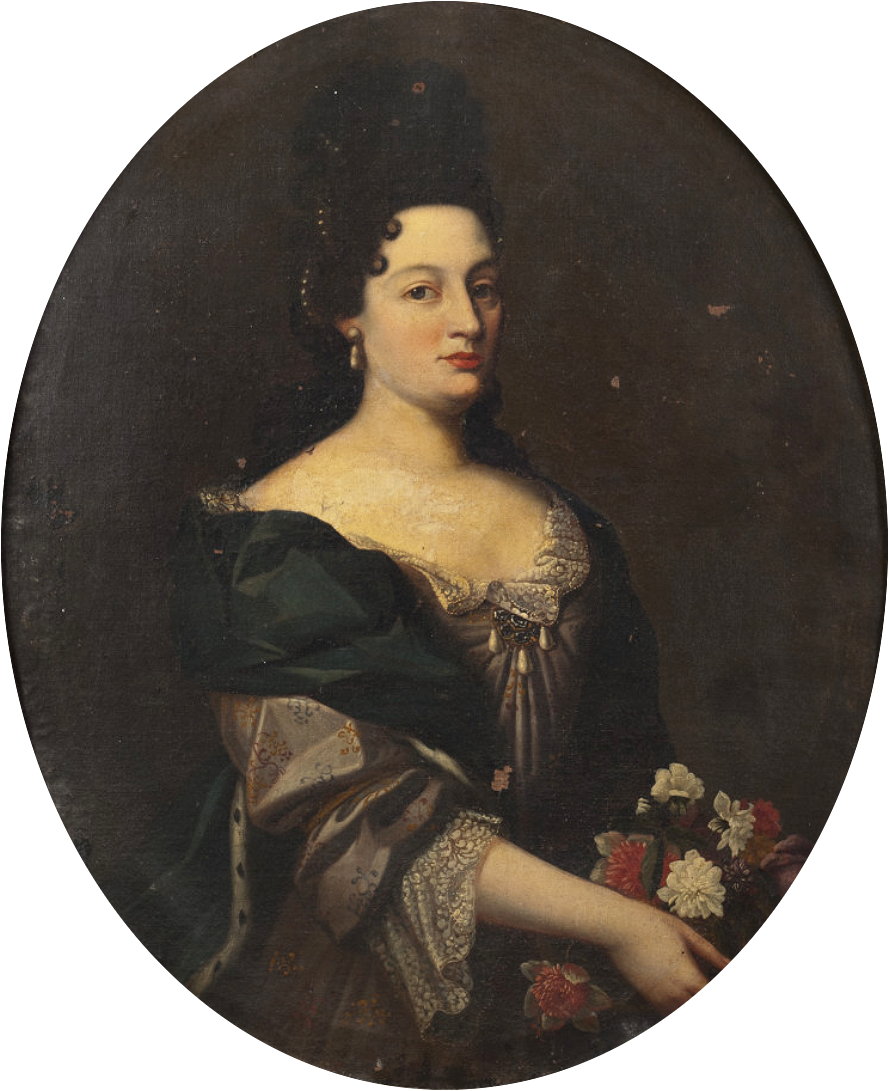
カテリーナ・デステ、作者・制作年代ともに不詳、ラッコニージ城所蔵

アンジェラ・マリーア・カテリーナ・デステ（Angela Maria Caterina d'Este, 1656年3月1日 - 1722年7月16日）は、イタリアの貴族女性。モデナ公チェーザレ・デステの孫娘の1人で、カリニャーノ公エマヌエーレ・フィリベルトの妻。

## 生涯
チェーザレ公の五男ボルソ・デステと、チェーザレ公の次男ルイジ・デステの庶出の娘イッポーリタ・デステの間の第5子・次女。洗礼名は父及び外祖父の姉妹で修道院に入ったエレオノーラ公女の修道名ソル・アンジェラ・カテリーナに因む。生後間もなく両親を相次いで亡くし、3人の兄たちとともに外祖父のスカンディアーノ侯爵ルイジの手元で養育された。美人と評判であった。
1684年、サヴォイア家の分家筋のカリニャーノ公に求婚される。公は当時56歳と高齢でしかも聾唖の障害があったが、本家のモデナ公家は2人の結婚を許可した。正式の婚礼に先立ちモデナで代理結婚式が行われ、 新婦の兄の1人チェーザレ・イニャツィオ・デステが花婿役を務めた。1684年11月10日、ラッコニージ城にて身内だけの簡素な婚礼が挙げられた。
カリニャーノ公は結婚当時サヴォイア公爵位の推定相続人の地位にあり、フランス王ルイ14世はフランス宮廷から彼に花嫁を送り込もうとしていたため、カテリーナの家柄が低くサヴォイア家に釣り合わないことを口実に、この結婚に反対した。2人の結婚に腹を立てたルイ14世はカリニャーノ公夫妻がフランス宮廷に参内する権利を剥奪した。

## 子女
夫との間に4子があった。
- マリーア・ヴィットーリア (1687年 - 1763年)
- イザベッラ・ルイーザ (1688年 - 1767年)
- ヴィットーリオ・アメデーオ（1690年 - 1741年） - カリニャーノ公
- トンマーゾ・フィリッポ・ガストーネ (1696年 - 1715年)

## 引用・脚注
1. ↑  Plann, Susan (January 1997). A silent minority: deaf education in Spain, 1550-1835. ISBN 9780520204713 2010年4月21日閲覧。
2. 1 2  Martinelli, Adriana; Sanna, Caterina Porcu (2003). Maria Giovanna di Savoia Nemours: vita, ambizioni, intrighi di una reggente. ISBN 9788886792578 2010年4月21日閲覧。